# 日産・BDエンジン
日産・BDエンジンとは、日産自動車が生産していた、トラック向けディーゼルエンジンである。

## バリエーション

### BD30系 2,953cc
BD30
- 2,953cc
- スペック：100PS（74PS）3,800rpm　22.0kgm（216Nm）2,000rpm
- 軽油

## 搭載された車種
- BD30
  - アトラス（H40・H41）?年?月-1995年6月
  - トレード 1995年-2001年
  - BMC・レベンド (BMC Levend) 1992年-2009年